# 安東愛季
安東 愛季（あんどう ちかすえ/よしすえ）は、戦国時代から安土桃山時代にかけての武将。出羽国の戦国大名。下国（檜山）安東氏8代当主。居城は檜山城、後に脇本城。

## 生涯
天文8年（1539年）、出羽の戦国大名・安東舜季の子として誕生。
長く分裂していた檜山系と湊系の安東氏を統一し、安東氏の戦国大名化を成し遂げた智勇に優れた人物であったといわれている。統一の経緯には諸説があり不詳であるが、婚姻関係と養子縁組とにより檜山系が湊家を事実上吸収したものと推測されている。更に半ば独立勢力であった比内地方の国人の浅利則祐を討って、その弟の勝頼を傘下に置き勢力を拡大した。永禄7年（1564年）から南部領に侵攻し鹿角郡獲得を目論むが、これは永禄12年（1569年）に南部晴政に阻まれた。
領土経営に関しては、それまで湊家が低率の津料を支払うことを条件に認めてきた、雄物川上流域の大名・国人による湊における交易を統制することにより、旧来の蝦夷地貿易などの外海交易に加え河川交易への統制強化を断行しつつ、土崎港を改修して北日本最大の港湾都市に育て上げた。また、近隣国人衆への支配も強化しようとした。
このため元亀元年（1570年）には、豊島玄蕃らによる湊騒動が起こり、豊島氏に同調した大宝寺氏も由利郡へ進軍してきた。この一連の紛争は、大宝寺義氏の自壊にも助けられて安東家の優勢に終わり、由利郡の大半は愛季の勢力下に入った。このとき安東家の軍勢は、三崎山を越えて酒田まで侵攻したと云われる。
また、天正元年（1573年）から天正10年（1582年）まで織田信長に毎年の貢物を贈ることで誼を通じ、信長の死後は羽柴秀吉と誼を通じるなど、中央権力とも連絡を密にしており、天正5年7月22日（1577年8月6日）には従五位下に、天正8年8月13日（1580年9月21日）には従五位上侍従となるなど、安東氏の最盛期を築き上げたと伝えられている。また、晩年には名字を安東から秋田へと改めている。
更に、天正10年（1582年）に浅利勝頼を蠣崎慶広を使い謀殺。浅利氏旧領の比内の代官に五十目秀兼を配し、大館城に入らせた。出羽北部の沿岸部をほぼ統一し、内陸部に進出し雄物川流域の支配権を巡り戸沢氏との戦いに向かったが、天正15年（1587年）、角館城主戸沢盛安と戦った際、仙北淀川の陣中で病死した。

## 斗星
ルイス・フロイスの永禄8年（1565年）2月28日付け書簡には、「日本の極北にて、都より約三百リーグを隔つる所に一大国あり、野獣の皮を着、全身多毛、髪髭頗る長き蛮人之に住す。（中略）蝦夷に近きゲスエン地方に秋田という大市あり。彼等は多数此市に来りて貿易し、秋田人も亦時々蝦夷に赴く」とあり、代々蝦夷との交易を管理してきた檜山系安東氏として、湊系との統一後も北方交易を行っていることが分かる。
文武に秀で、秋田郡・檜山郡・由利郡などを版図に収めて羽後（出羽北半）最大の大名となった彼は、「斗星（北斗七星）の北天に在るにさも似たり」と評された。

## 肖像

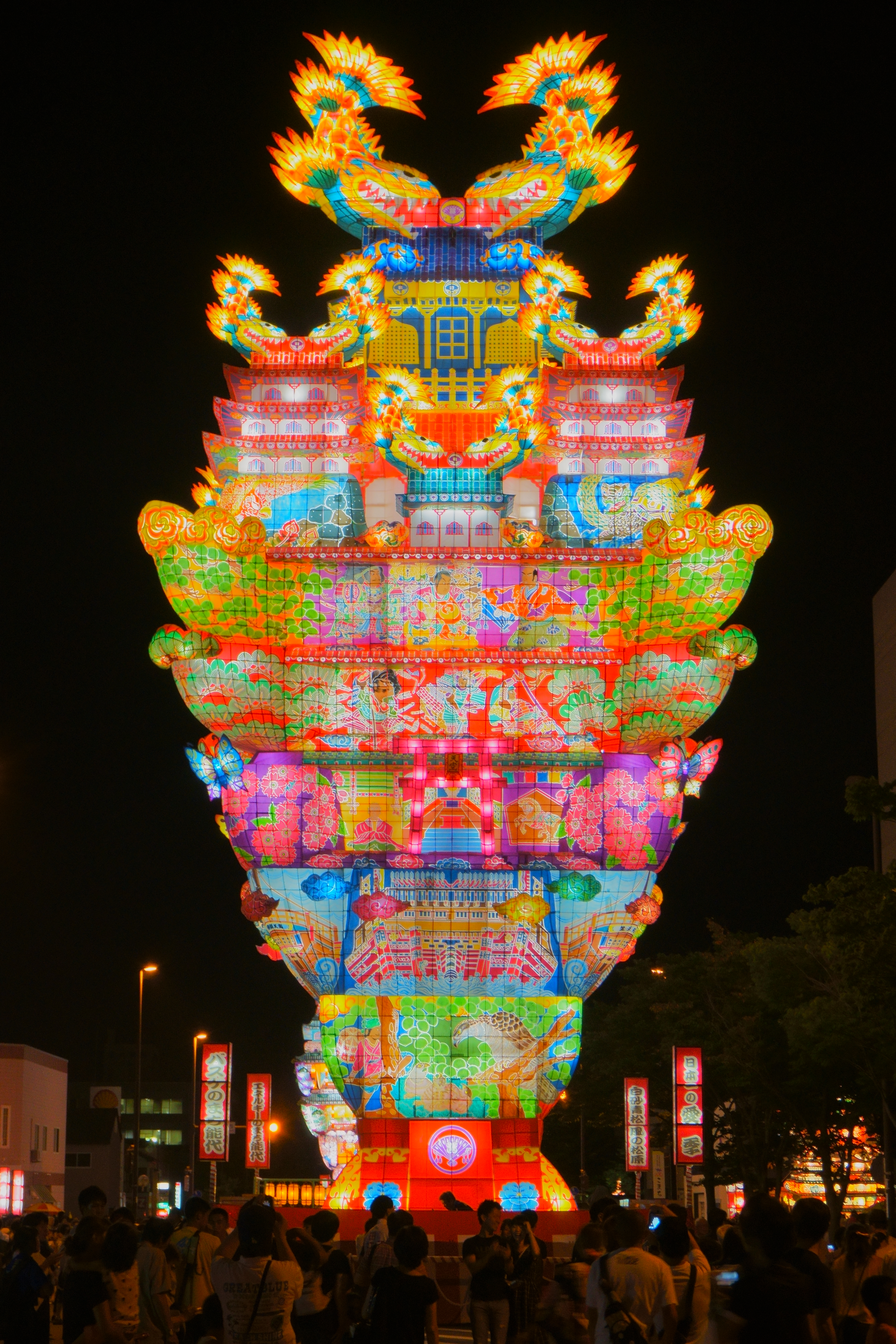
安東愛季に因んで名付けられた能代七夕の城郭型燈籠「愛季」

- 東北大学図書館（仙台市青葉区）に肖像画が保管されている。
- 羽賀寺（福井県小浜市）に、愛季と子の実季を模した2体の木造が奉納されている（福井県指定有形文化財）。

## 系譜[3]
父：安東舜季　【檜山安東家】
母：嶺松院（?～1602）：安東堯季の娘　【秋田湊家】
正室：砂越宗恂の娘（?～1566）：法名は天聖暁公
- 長女：浪岡顕村の正室（?～1636）：法名は慶松院昌安恵繁
- 次女：於キタ（?～1630）：法名は桂林院月心浄照
- 長男：安東太郎業季（1566～1582）：嫡子だったが、16歳で早世

継室：青雲院 - 畠山清信の娘
- 三女：秋田局（?～1626）：弟・実季の妻の従姉・崇源院の女官になる。法名は陽珠院恵巌
- 次男：秋田実季（1576～1660）：常陸宍戸藩初代藩主
- 三男：秋田英季（1578～1635）
- 四男：秋田勝季